# Zsigmond Pál Jakó
Zsigmond Pál Jakó, cunoscut și ca Sigismund Jakó,  (n. 2 septembrie 1916, Biharfélegyháza, în prezent Roșiori, Bihor - d. 26 octombrie 2008, Cluj), a fost un istoric și arhivar maghiar din România, membru de onoare al Academiei Române (din 1996).

## Biografie

### Studii
Zsigmond Pál Jakó s-a născut în data de 2 septembrie 1916, în Roșiori (comuna Diosig, județul Bihor). Și-a încheiat studiile secundare în anul 1936, la Hajdúböszörmény (Ungaria). În anul 1939 a obținut titlul de licențiat în istorie, latină și litere, prin absolvirea studiilor în cadrul Facultății de Litere și Filosofie din Budapesta. Și-a finalizat studiile doctorale în 1940, când i-a fost acordat titlul de „Doctor în Istorie”.

### Activitate științifică și didactică
În intervalul 1939-1940 a îndeplinit funcția de preparator în cadrul Institutului de Istorie al Universității „Pázmány” (Budapesta), iar între 1940 și 1941 a fost arhivist la Arhivele Statului din Budapesta. 
Anul 1941 marchează mutarea sa la Cluj, unde a fost arhivist (1941-1946) și director (1947-1949) al Arhivei Muzeului Ardelean. În ceea ce privește cariera didactică, Zsigmond Jakó a fost asistent (1942-1944), iar apoi profesor universitar (1944-1981) la Facultatea de Istorie a Universității Bolyai (din 1959 Universitatea Babeș-Bolyai). Pe plan științific, a ocupat în perioada 1948-1968 postul de cercetător la Institutul de Istorie și Arheologie din Cluj.

## Operă
În planul cercetării istorice, s-a remarcat ca medievist, prin contribuțiile aduse în domeniul științelor speciale ale istoriei (Paleografie latină, Codicologie, Diplomatică, Sigilografie, Filigranologie și Arhivistică). Pe lângă activitatea ca editor de surse diplomatice referitoare la istoria medievală a Transilvaniei, Zsigmond Jakó a avut contribuții în domenii ca istoria culturii medievale, istoria naționalității maghiare din Transilvania, istoria cărții manuscrise și tipărite, precum și a bibliotecilor. Printre lucrările sale se numără:
- Bihar megye a török pusztítás előtt, Budapesta, 1940;
- A gyalui vártartomány urbáriumai, Cluj, 1944;
- Istoricul manufacturilor de potasă din Valea Ungurului și Călin, în: Studii și cercetări științifice, vol. IV, pag. 347-420, Cluj, 1953;
- A magyarpataki és a kalini hamuzsír-huta története: Adatok az erdélyi kapitalista erdőgazdálkodásnak és a nagybirtok ipari vállalkozásainak a kezdeteiről, Bukarest, 1956;
- Az otthon és művészete a XVI–XVII. századi Kolozsváron: Szempontok reneszánszkori művelődésünk kutatásához, Cluj, 1958;
- Instrucțiuni arhivistice ale oficiilor din Transilvania 1575–1841: Problema reorganizării arhivelor vechi din Transilvania, București, 1958;
- Az erdélyi papírmalmok feudalizmuskori történetének vázlata, Cluj, 1964;
- Ismeretlen magyar drámai emlék a XVI. századból, București, 1965;
- Scrierea latină în evul mediu, București, 1971 (împreună cu Radu Manolescu);
- Írás, könyv, értelmiség: Tanulmányok Erdély történelméhez, București, 1976;
- Philobiblon Transilvan, București, 1977;
- Nagyenyedi diákok 1662–1848, București, 1979 (împreună cu István Juhász);
- A latin írás története, Budapesta, 1987 (împreună cu Radu Manolescu);
- A kolozsmonostori konvent jegyzőkönyvei 1289–1556, I–II. köt., Budapesta, 1990;
- Erdélyi okmánytár: Oklevelek, levelek és más írásos emlékek Erdély történetéhez I.: 1023–1300, Budapesta, 1997;
- Társadalom, egyház, művelődés: Tanulmányok Erdély történelméhez, Budapesta, 1997.

### Studii și articole
- „Az oklevélírások fejlődése Erdélyben a XII–XV. században” („Evoluția actelor de cancelarie din Transilvania în sec. XII–XV”), în Levéltári Híradó, anul VIII (1958), nr. 1–2, pp. 123–162 + XXIII reprod. paleografice.

## Titluri și distincții
- Körössy al Academiei Maghiare de Științe (1942);
- Medalia Lotz a Asociației Internaționale a Filologilor Maghiari (1977);
- Doctor Honoris Causa al Ráday Akadémia (1990) și al Universității Eötvös Loránd din Budapesta (1991);
- Medalia Pro Cultura Hungarica (1991; 1996);
- Cununa de Laur Kriterion (1995);
- Premiul Széchenyi (1996);[12]

## Afilieri
- Membru al Academiei de Științe Sociale și Politice din România (1970);
- Membru de onoare al Academiei Maghiare de Științe (1988) și al Societății Maghiare de Istorie;
- Președinte al Societății Muzeului Ardelean din Cluj (1990);
- Copreședinte al Asociației internaționale a Istoricilor Maghiari (1990); Membru de onoare al Academiei Române (1996);[13]